# Anja Tippner
Anja Tippner (* 1963 in Frankfurt am Main) ist eine deutsche Slawistin und Professorin für slawistische Literaturwissenschaft an der Universität Hamburg. Ihre Forschungsschwerpunkte liegen im Bereich der russischen, tschechischen und polnischen Literatur.

## Leben
Nach dem Studium der Slavistik, Germanistik und Anglistik in Frankfurt a. M., Hamburg und Leningrad nahm Anja Tippner die Stelle als Lektorin für Deutsch als Fremdsprache (1990–1992) an der Karls-Universität in Prag an. 1995 promovierte sie an der Universität Hamburg. In den Jahren 1995 bis 2006 war sie als wissenschaftliche Assistentin und Oberassistentin am Institut für Slavistik der Christian-Albrechts-Universität zu Kiel beschäftigt und legte während dieser Zeit, 2002, eine Habilitation ab. Von 2006 bis 2011 war Tippner Professorin für Slawistische Literatur an der Paris-Lodron-Universität in Salzburg. Während des Sommersemesters 2014 war sie als Writer in Residence am Jordan Center for the Advanced Study of Russia an der New York University tätig. Seit 2011 ist sie Professorin für Slavistische Literaturwissenschaft an der Universität Hamburg.
2014 wurde sie zum Mitglied der Academia Europaea gewählt.

## Ausgewählte Publikationen
Monographien und Sammelbände
- Filme der Kindheit – Kindheit im Film in Nord-, Mittel- und Osteuropa. Kulturwissenschaftliche Beiträge und Fallstudien. Herausgegeben und mit einem Vorwort versehen von Christine Gölz, Karin Hoff, Anja Tippner. Frankfurt/Main 2010. (Kinder- und Jugendkultur, -literatur und -medien, hg. von Hans-Heino Ewers, Christine Garbe u. a., Peter Lang Verlag)
- Leben als Kunstwerk. Künstlerbiographien im 20. Jahrhundert. Von Alma Mahler und Jean Cocteau zu Thomas Bernhard und Madonna. Herausgegeben und mit einem Vorwort versehen von Christopher F. Laferl und Anja Tippner. Bielefeld 2011. (transcript Verlag)
- Künstlerinszenierungen. Performatives Selbst und auto/biographische Narration. Herausgegeben und mit einem Vorwort versehen von Christopher F. Laferl/Anja Tippner. Bielefeld 2014. (transcript Verlag)
- Permanentní avantgarda? Surrealismus v Praze. Praha 2014. (Academia) [Tschechische Übersetzung von Die permanente Avantgarde? Surrealismus in Prag. Köln/Weimar 2009. (Böhlau Verlag, Köln/Weimar/Wien)]
- Po Zagładzie. Narracje postkatastroficzne [Nach dem Holocaust. Postkatastrophische Erzählungen]. Herausgeber: Anna Artwińska, Przemysław Czapliński, Alina Molisak, Anja Tippner, Sonderheft Poznańskie Studia Polonistyczne, 1/2015.
- Texte zur Theorie der Auto/Biographie. Eingeleitet, herausgegeben und kommentiert von Anja Tippner und Christopher F. Laferl. Stuttgart 2016 (Reclam-Verlag)
- Extreme Erfahrungen. Grenzen des Erlebens und der Darstellung. Herausgegeben von Anja Tippner und Christopher F. Laferl. Berlin 2017 (Kadmos Verlag).

## Projekte
Laufende Projekte
- Go East – Go West! Transnationale und translinguale Identitäten zwischen Deutschland und Mittelosteuropa (Claussen-Simon-Stiftung)[5][6]
- Stellvertretende Sprecherin des Graduiertenkollegs Vergegenwärtigungen – Repräsentationen der Shoah in komparatistischer Perspektive[7] (Landesforschungsförderung Hamburg)
- Nach dem Holocaust. Postkatastrophische Narrative in Polen (Verbundprojekt mit Polen, Förderung DPWS)
- Lagerliteraturen in komparatistischer Perspektive
- Kindheit im Sozialismus (Gemeinsam mit  Martina Winkler, Förderung Verbund Norddeutscher Universitäten)

Abgeschlossene Projekte
- Česká postavantgarda 40.–60.let // Tschechische Postavantgarde der 40.–60. Jahre (Verbundprojekt mit der Abteilung für Tschechische Literatur, Tschechische Akademie der Wissenschaften, Prag)
- ViVaVostok – Sozialistische Kinderwelten in Osteuropa (Robert-Bosch-Stiftung)